# Café Eiles

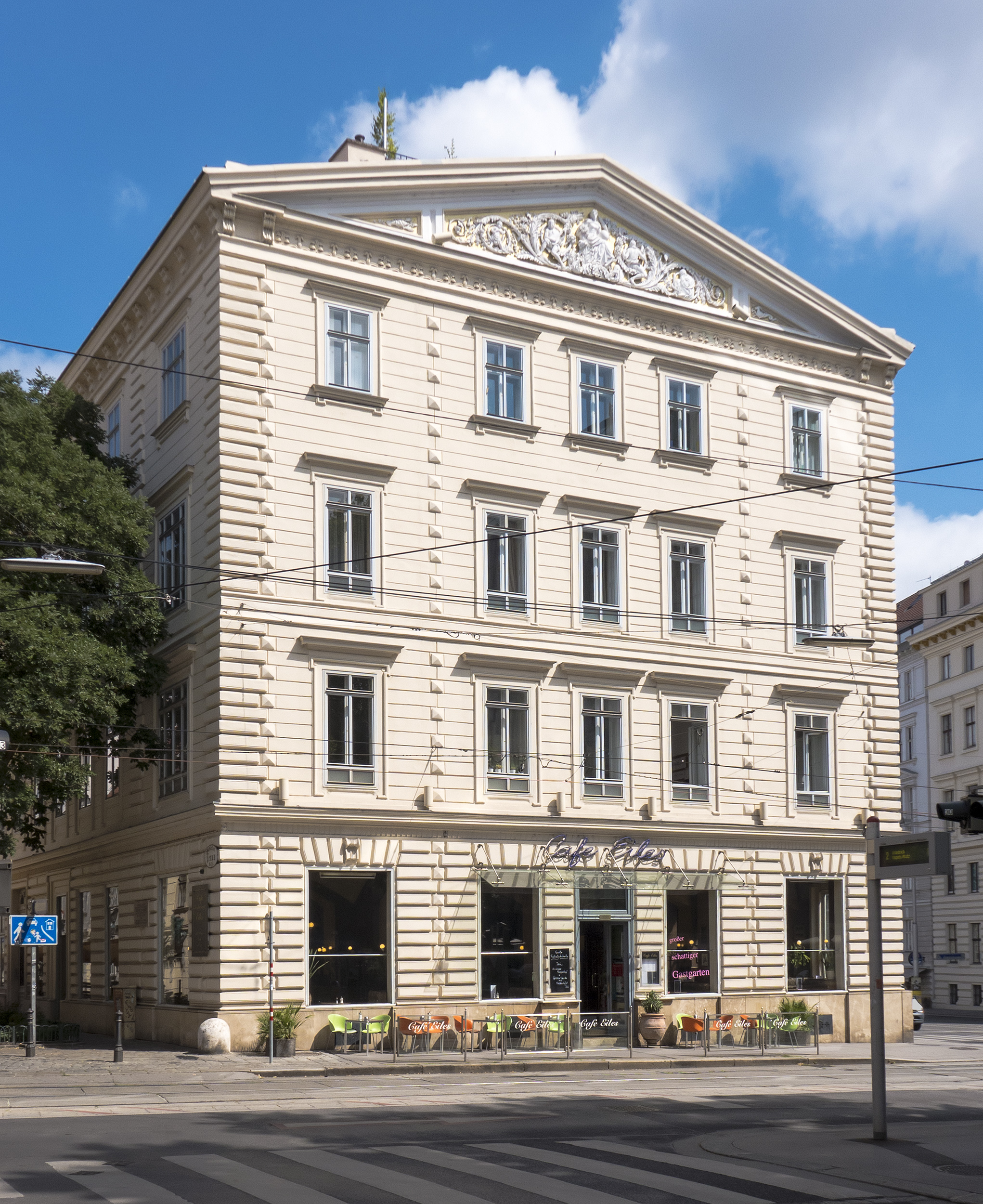
Das Café Eiles

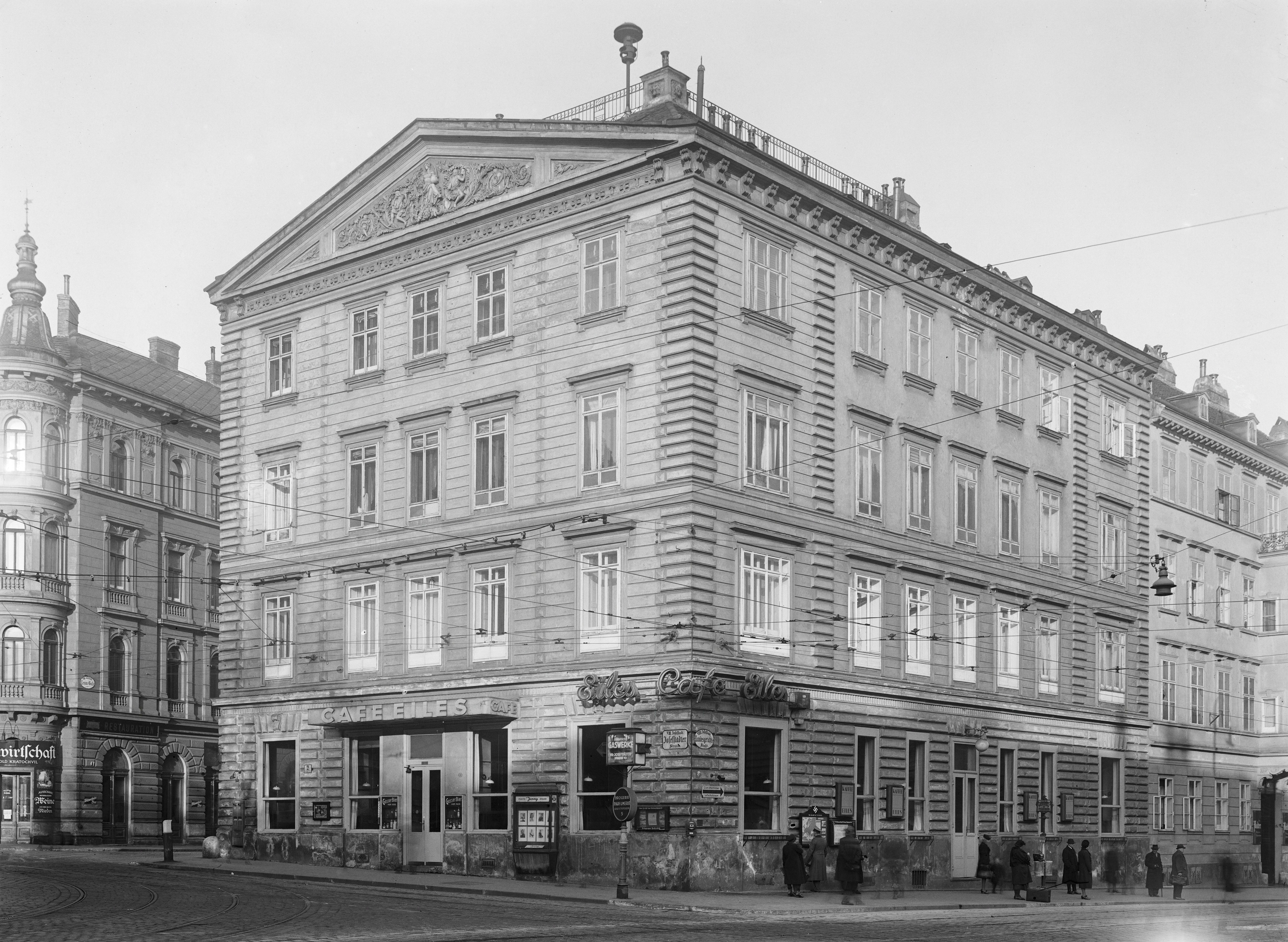
Das Café Eiles zwischen 1938 und 1944, Foto von Martin Gerlach junior. An der Ecke ein Wegweiser zum Luftschutzraum, Passanten vor einer Schautafel der NSDAP.

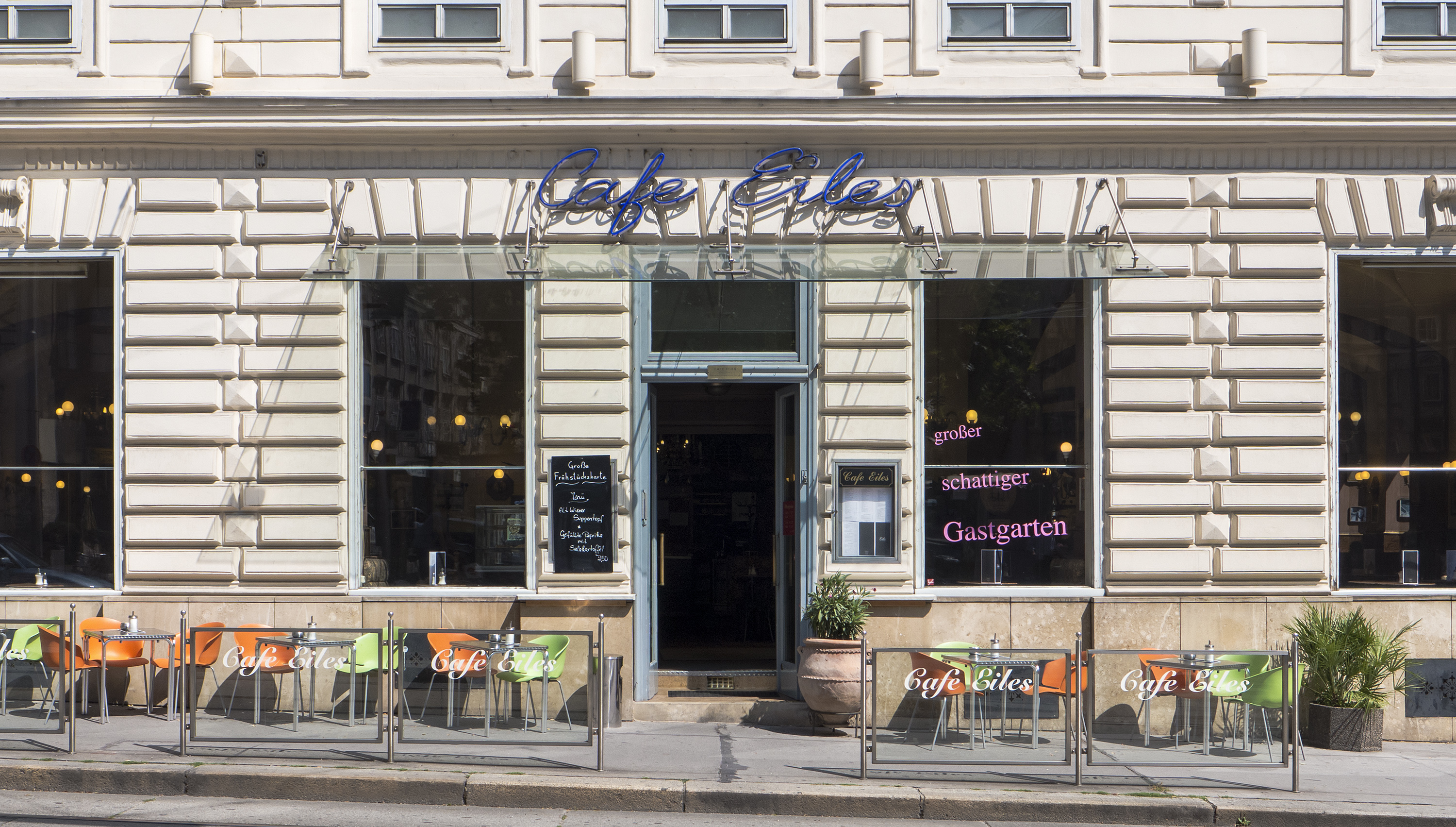
Der Eingang in der Josefstädter Straße 2

Das Café Eiles ist ein Wiener Kaffeehaus im 8. Wiener Gemeindebezirk Josefstadt an der Ecke Josefstädter Straße 2 und Landesgerichtsstraße.

## Architektur

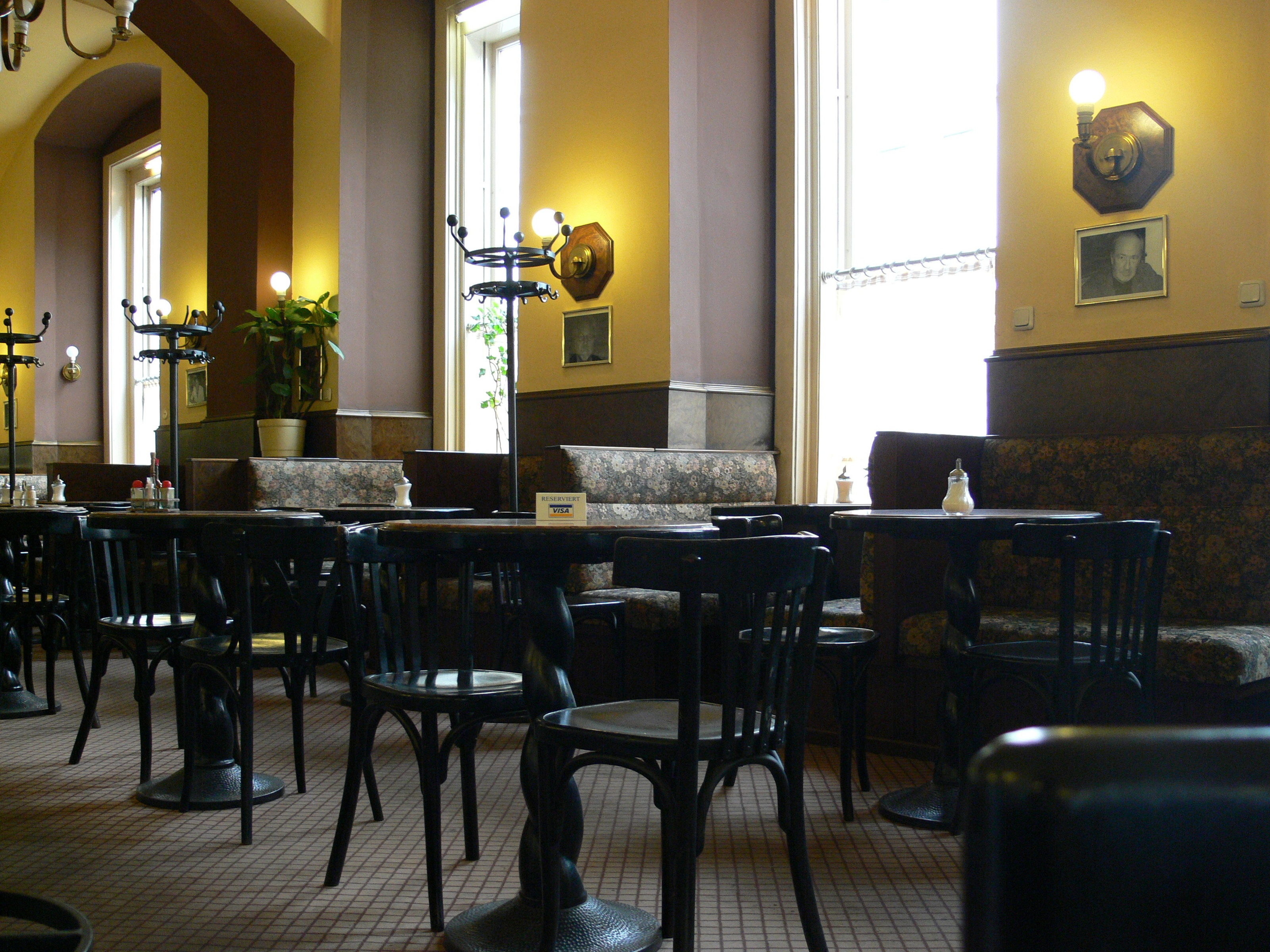
Im Café Eiles …

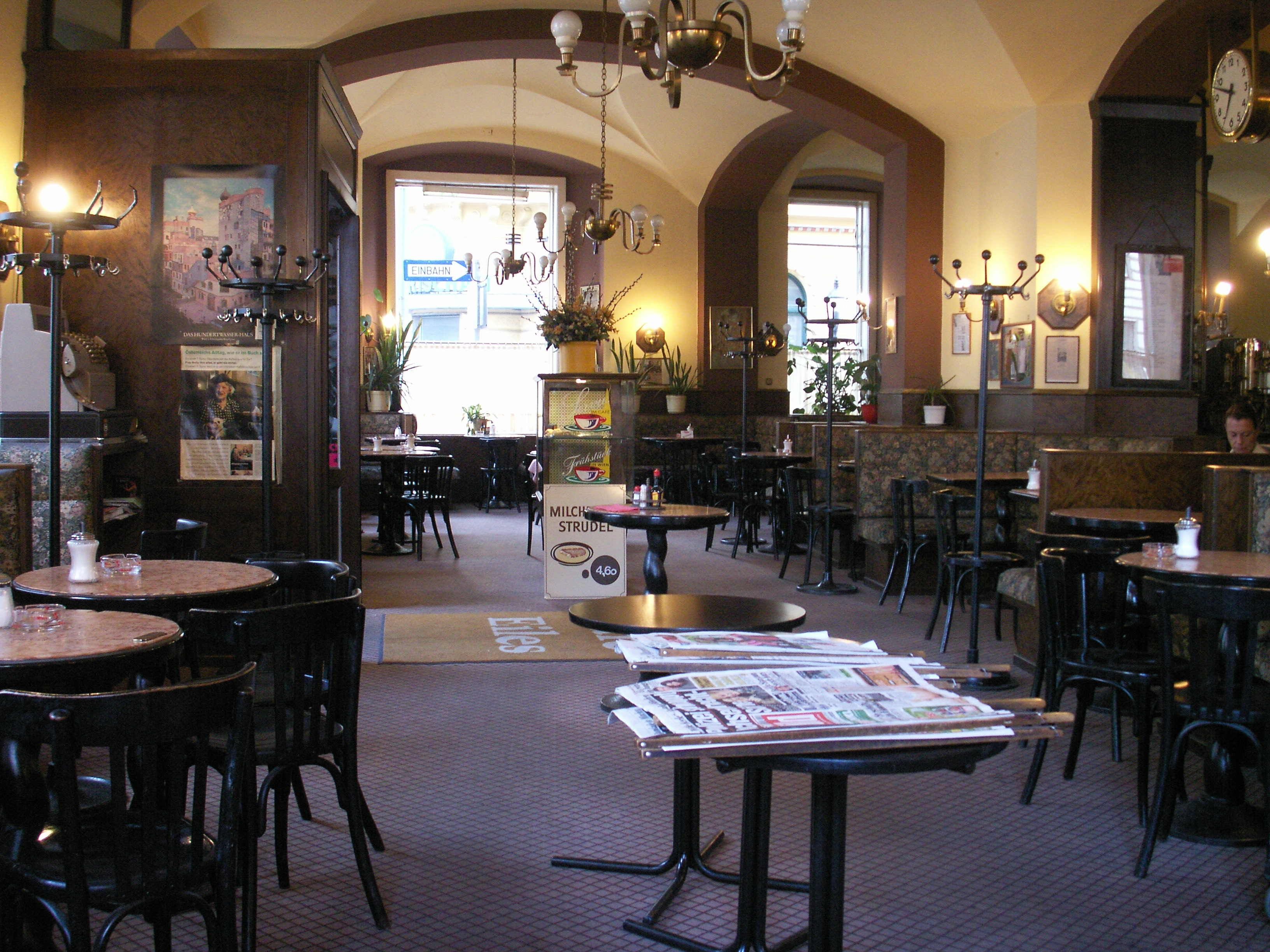
… mit Blick auf die Gewölbe

Das Gebäude errichtete 1839/40 der „bürgerliche Stadtbaumeister“ Anton Grünn für den „Shawl- und Schafwollwaren-Fabrikanten“ Joseph Burde. Der Entwurf für dieses Beispiel der Bautätigkeit des Vormärz, „welche durch die großartigen, von dem üblichen Zinshaus-, Kasernen- und Krankenhausstyle abweichenden Bauten in imposanter Weise hervorstach“, stammte von dem Architekten Florian Schaden.
Das Relief des Giebeldreiecks der ansonsten einfach gestalteten Fassade stellt die Pallas Athene dar. Die für damalige Verhältnisse besonders geschmackvolle und elegante Einrichtung sowie die 19 großen Fenster wurden besonders gepriesen. „Das Kaffeehaus genießt bei dem günstigen Standpunkte des Gebäudes, die Aussicht nach der Morgen-, Mittag- und Abendseite.“
Die Gestaltung der Wände und hohen Gewölbe mit lindgrünen Arabesken schuf der „Zimmermaler“ Paul Holzer. Die Einrichtung aus fein gemasertem Eschenholz fertigte der Tischlermeister Johann Knill. Die Spiegelrahmen lieferte der Vergolder Anton Breyer. Das Porträt des Kaisers Ferdinand I. schuf der Historienmaler Eduard Schaller. Die „Meissnersche Heizung“ sorgte für angenehme Wärme und Belüftung. Für die Gäste befand sich bis 1857 auf dem Dach des Hauses eine Plattform mit Blumengarten und Sicht über das Josefstädter Glacis auf die Innere Stadt.

## Geschichte
Das Haus „Josefstadt, Am Glacis 209“ (heute Ecke Auerspergstraße 3/Trautsongasse 2) gegenüber dem Palais Auersperg beherbergte seit 1821 das beliebte Café Motéle, das am 15. November 1840 seinen neuen Standort in dem neu erbauten Haus in der Josefstädter Straße 2 bezog.
Dank Adolf Bäuerles wohlwollender Berichterstattung in seiner Wiener allgemeinen Theaterzeitung über das neue Kaffeehaus entwickelte es sich bald zu einem Treffpunkt von Künstlern und Militärs. Zu den Stammgästen zählten etwa Ferdinand Sauter oder Wenzel Messenhauser, Friedrich Hebbel wohnte 1846 bis 1850 in einer zur Lenaugasse hin gelegenen Wohnung dieses Hauses.
In den 1850er Jahren wurde es von Hagn übernommen und erhielt Zulauf von neuen Publikumsschichten. War es unter Tag Treffpunkt angesehener Wiener Bürger, versammelte sich dort in den späten Abendstunden die Halbwelt Wiens.
Seit der Eröffnung des Reichsratsgebäudes 1883 trafen sich in dem Kaffeehaus auch zahlreiche Abgeordnete; Bürgermeister Eduard Uhl war Stammgast. Die Leitung hatte 1875 der Kaffeesieder Alois Haasmann übernommen, danach dessen Sohn Karl von 1885 bis 1896.
1901 übernahm Friedrich Eiles das Etablissement und ließ es von Adolf Tremmel im Jugendstil adaptieren. Die größtenteils auch heute noch bestehende Einrichtung entwarf Alois Ortner anlässlich der Umgestaltung im Jahr 1933. Im Zuge einer Renovierung 1994 wurden lediglich die Logen entfernt.
Am 23. Juli 1934 fand in diesem Café die letzte Besprechung der illegalen Nationalsozialisten vor dem Juliputsch statt.
In den 1950er Jahren traf sich hier wöchentlich eine Runde von Wissenschaftlern um August von Loehr und Rudolf Geyer.
Das Gebäude befindet sich heute (2013) im Eigentum des KSV von 1870.